# قنات زرشک علیا
قنات زرشک علیا یک روستا در ایران است که در دهستان چهارگنبد واقع شده‌است.